# Paramenexenus yangi
Paramenexenus yangi är en insektsart som beskrevs av Chen, S.C. och Yun He He 2002. Paramenexenus yangi ingår i släktet Paramenexenus och familjen Diapheromeridae. Inga underarter finns listade i Catalogue of Life.